# 清水村 (高知県)
清水村（きよみずむら）は、高知県吾川郡にあった村。現在のいの町清水上分・清水下分にあたる。

## 地理
- 山岳：戸中山

## 歴史
- 1889年（明治22年）4月1日 - 町村制の施行により、近世以来の清水村が単独で自治体を形成。
- 1956年（昭和31年）6月1日 - 小川村・下八川村・上八川村と合併して吾北村が発足。同日清水村廃止。